# Polysteganus undulosus
Polysteganus undulosus es una especie de peces de la familia Sparidae en el orden de los Perciformes.

## Morfología
• Los machos pueden llegar alcanzar los 120 cm de longitud total y 16 kg de peso.

## Distribución geográfica
Se encuentra desde las  costas del sur de Mozambique hasta Durban (Sudáfrica ).